# Liste der Geotope in Regensburg
Diese Liste enthält die Geotope des oberpfälzer Stadt Regensburg in Bayern.
Die Liste enthält die amtlichen Bezeichnungen für Namen und Nummern des Bayerischen Landesamt für Umwelt (LfU) sowie deren geographische Lage. Diese Liste ist möglicherweise unvollständig. Im Geotopkataster Bayern sind etwa 3.400 Geotope (Stand März 2020) erfasst. Das LfU sieht einige Geotope nicht für die Veröffentlichung im Internet geeignet. Einige Objekte sind zum Beispiel nicht gefahrlos zugänglich oder dürfen aus anderen Gründen nur eingeschränkt betreten werden.
| Name                                                       | Bild           | Geotop ID | Gemeinde / Lage     | Geologische Raumeinheit | Beschreibung | Fläche m² / Ausdehnung m | Geologie                                                                              | Aufschlussart                  | Wert               | Schutzstatus                  | Bemerkung |
| ---------------------------------------------------------- | -------------- | --------- | ------------------- | ----------------------- | --- | ------------------------ | ------------------------------------------------------------------------------------- | ------------------------------ | ------------------ | ----------------------------- | --------- |
| Ehemaliger Steinbruch SW von Kager                         | weitere Bilder | 362A001   | Regensburg Position | Mittlere Frankenalb     | Referenzprofil der Netzstall-Subformation der Torleite-Formation auf der Mittleren Frankenalb. Mittel- bis dickbankige, gelblichgraue bis grellweiße Kalksteine mit sehr gut ausgebildeten, ebenflächigen Schichtgrenzen. Die Schichtflächen färben kreidig ab. Die mikritischen Kalksteine brechen splittig. Das Vorkommen zeigt sehr starke Klüftung. Diese Schichten wurden auch als Kager Schichten bezeichnet. Abgelagert wurden diese Gesteine im zentralen Bereich der Schichtfazies-Wanne von Kager-Eberwies. Ein Großteil des ehem. Steinbruchareals wird heute vom Regensburger Tierheim eingenommen. | 4200 120 × 35            | Typ: Standard-/Referenzprofil, Gesteinsart Art: Kalkstein                             | Steinbruch                     | wertvoll           | Landschaftsschutzgebiet       |           |
| Doggeraufschluss NW von Tegernheim                         |                | 362A003   | Regensburg Position | Regensburger Wald       | Am Westhang des Tegernheimer Grabens sind nahe der Keilbergstörung Dogger-Eisensandsteine aufgeschlossen. Diese sind leicht aufgeschuppt und teilweise auffällig rötelfarbig und entfestigt. | 100 20 × 5               | Typ: Gesteinsart Art: Sandstein                                                       | Hanganriss/Felswand            | bedeutend          | Naturschutzgebiet, FFH-Gebiet |           |
| Tagebau Friedrich-Zeche bei Dechbetten                     | weitere Bilder | 362G001   | Regensburg Position | Südliche Frankenalb     | Das Braunkohletertiär erreicht hier Mächtigkeiten von 24 m. Der Abbau bezieht sich hauptsächlich auf das tonige Hauptzwischenmittel, eine Abbaugenehmigung für die Friedrich-Zeche liegt bis 2029 vor. Am Rand des Tagebaus wurde ein Lehrpfad für Geologie, Landschaft und Rohstoffabbau mit einer Aussichtsplattform eingerichtet. | 62500 250 × 250          | Typ: Tagebau, Schichtfolge Art: Braunkohle, Ton                                       | Lehmgrube/Tongrube/Mergelgrube | bedeutend          | Landschaftsbestandteil        |           |
| Höhle am Keilstein NE von Schwabelweis                     | weitere Bilder | 362H001   | Regensburg Position | Dungau                  | Die Halbhöhle besteht aus zwei gleichartigen vertieften Einbuchtungen. Die kantigen Gesteinsstrukturen zeigen einen beeindruckenden Wechsel zwischen weißen und völlig schwarzen Flächen. | 15 3 × 5                 | Typ: Karst-Halbh./Naturbrücke Art: Kalkstein                                          | Hanganriss/Felswand            | bedeutend          | Naturschutzgebiet, FFH-Gebiet |           |
| Felshänge an der Südseite des Keilberges NE von Regensburg | weitere Bilder | 362R001   | Regensburg Position | Dungau                  | Im Bereich der Keilbergstörung, die das Kristalline Grundgebirge des Vorderen Bayerischen Waldes vom Deckgebirge im Westen trennt, ist der gesamte Jura flexurartig nach Osten hochgebogen. Die einzelnen Schichtglieder treten am Keilbergsüdhang zutage. Der Übergang von steil nach W einfallenden in flach lagernde Weißjurakalke ist gut zu erkennen. | 200000 1000 × 200        | Typ: Felsgruppe, Schichtfolge, Flexur, Karst-Horizontalhöhle Art: Kalkstein           | Hanganriss/Felswand            | besonders wertvoll | Naturschutzgebiet             |           |
| Der Große Felsen am Keilberg NE von Schwabelweis           | weitere Bilder | 362R002   | Regensburg Position | Dungau                  | An der Felsspitze beginnt der Malm Epsilon mit dünnbankigen Kalken. | 1000 50 × 20             | Typ: Felsburg, Schichtfolge Art: Kalkstein                                            | Hanganriss/Felswand            | wertvoll           | Naturschutzgebiet, FFH-Gebiet |           |
| Felsgruppe am SW-Teil des Keilbergs N von Schwabelweis     | weitere Bilder | 362R003   | Regensburg Position | Dungau                  | Die Felsgruppe schließt Massenkalk des Malm Epsilon und Zeta auf. An deren Fuß ist eine dichte Folge von Kieselschwämmen zu erkennen. Im Niveau zwischen den beiden Felsengalerien stehen dünnbankige Kalke des Malm Epsilon an. | 1000 50 × 20             | Typ: Felsgruppe, Schichtfolge Art: Kalkstein                                          | Hanganriss/Felswand            | wertvoll           | Naturschutzgebiet, FFH-Gebiet |           |
| Große Doline Schauergrube W von Vorderkeilberg             | weitere Bilder | 362R004   | Regensburg Position | Mittlere Frankenalb     | Die völlig bewachsene Doline weist einen unregelmäßigen, nicht runden Außenrand auf. | 800 40 × 20              | Typ: Doline Art: Kalkstein                                                            | kein Aufschluss                | bedeutend          | Naturdenkmal                  |           |
| Felshang an den Winzerer Höhen bei Niederwinzer            | weitere Bilder | 362R005   | Regensburg Position | Mittlere Frankenalb     | Der Felshang aus massigem Malmkalk wurde an der Basis durch eine Garagenanlage verbaut. Der Aufschluss ist nicht öffentlich zugänglich. | 30 30 × 1                | Typ: Felswand/-hang Art: Kalkstein                                                    | Hanganriss/Felswand            | bedeutend          | Naturdenkmal                  |           |
| Felsen am Max-Schulze-Steig N von Sinzing                  |                | 362R006   | Regensburg Position | Südliche Frankenalb     | Zahlreiche eindrucksvolle Felstürme mit über 20 m Höhe prägen die Donauleite im Gebiet des NSG Max-Schulze-Steig. Auch etwa 30 kleinere Höhlen gibt es dort. Die Felsen bestehen aus Plumpem Felsenkalk des Weißjura, Der Höhenweg verläuft mehr oder weniger auf der präkretazischen Landoberfläche. Östlich des Weges liegen einige ehemalige Steinbrüche im Regensburger Grünsandstein (Regensburg-Formation, Oberkreide) Als Anfang des 20. Jahrhunderts markante Felsen in diesem Bereich gesprengt und abgebaut werden sollten, kaufte der Oberbaurat Max Schultze das Gebiet mit eigenen Mitteln. 1921 wurde es unter Naturschutz gestellt. Der gesamte Donauuferstreifen war damals – mit zwei Ausnahmen (Wald- und Weinberg) – unbewaldet und wurde mit Schafen und Kühen beweidet. | 40 20 × 2                | Typ: Felswand/-hang, Schichtfolge, Karst-Halbh./Naturbrücke Art: Kalkstein, Sandstein | Hanganriss/Felswand            | bedeutend          | Naturschutzgebiet             |           |